# Austrálie na Letních olympijských hrách 1920
Austrálii na Letních olympijských hrách v roce 1920 v belgických Antverpách reprezentovalo 13 sportovců v 5 sportech. Ve výpravě bylo 12 mužů a 1 žena.

## Medailisté
| Medaile | Jméno                                                   | Sport    | Soutěž                              |
| ------- | ------------------------------------------------------- | -------- | ----------------------------------- |
| Stříbro | George Parker                                           | Atletika | Muži chůze 3 km                     |
| Stříbro | Frank Beaurepaire Henry Hay William Herald Ivan Stedman | Plavání  | Muži štafeta 4 × 200 m volný způsob |
| Bronz   | Frank Beaurepaire                                       | Plavání  | Muži 1500 m volný způsob            |